# Theodore Mascarenhas

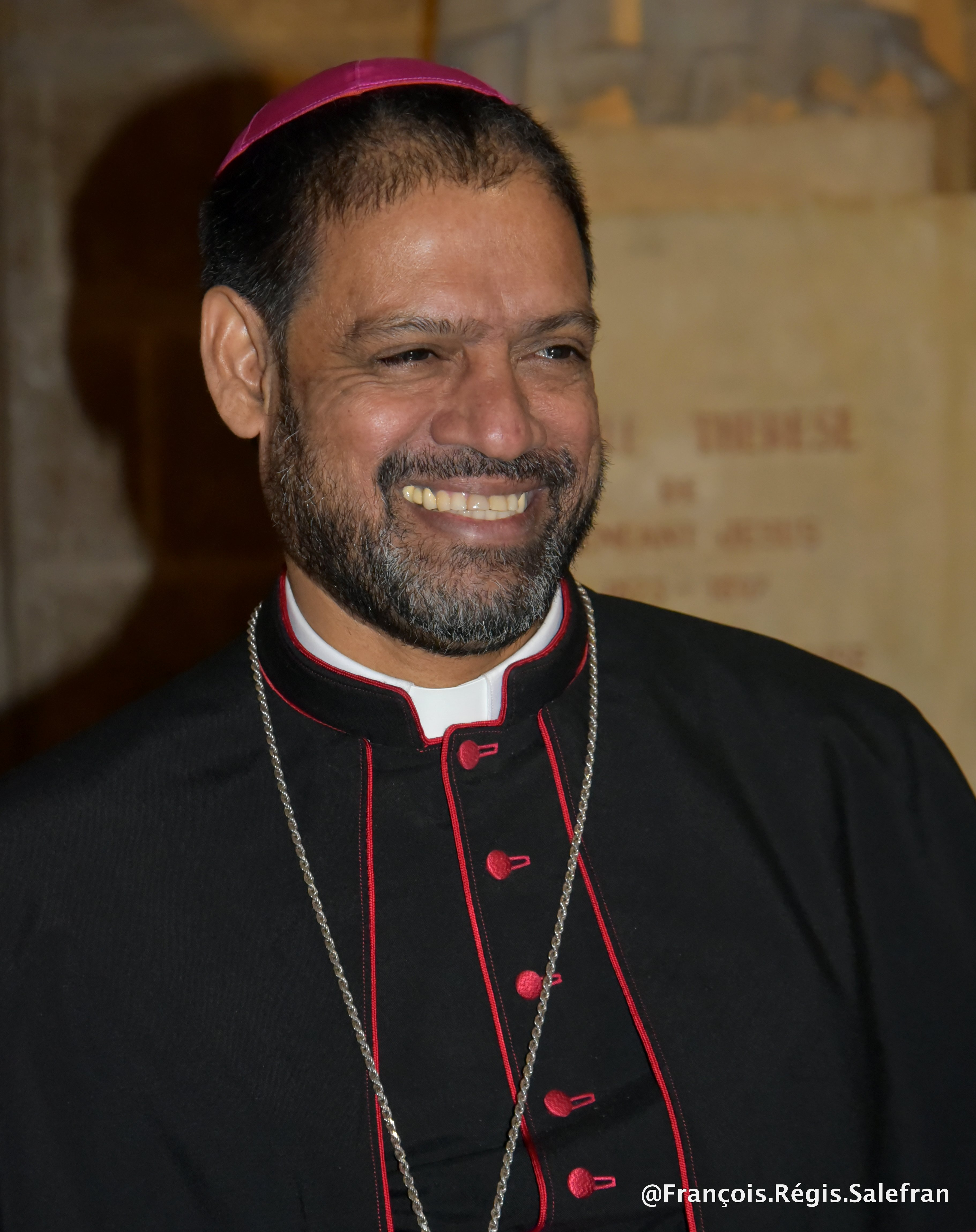
Theodore Mascarenhas, 2019

Bischofswappen von Theodore Mascarenhas

Theodore Mascarenhas SFX (* 9. November 1960 in Camurlim, Goa) ist ein indischer römisch-katholischer Ordensgeistlicher und Bischof von Daltonganj.

## Leben
Theodore Mascarenhas trat 1978 der Ordensgemeinschaft der Missionare Unserer Lieben Frau auf dem Pfeiler bei und legte am 14. Juni 1979 die erste Profess ab. Er studierte Philosophie am Priesterseminar St. Charles in Nagpur und Katholische Theologie am All India Mission Seminary in Velha Goa. Zudem erlangte er an der University of Nagpur einen Bachelor of Arts und einen Master of Arts im Fach Politikwissenschaft sowie an der Annamalai University einen Bachelor of Education. Er legte im Juni 1987 die ewige Profess ab und empfing am 24. April 1988 das Sakrament der Priesterweihe.
Nach der Priesterweihe war Mascarenhas zunächst von 1988 bis 1993 als Seelsorger in mehreren Pfarreien in Punjab und als Direktor der dortigen katholischen Schulen tätig. 1994 wurde er für weiterführende Studien nach Rom entsandt, wo er am Päpstlichen Bibelinstitut ein Lizenziat im Fach Bibelwissenschaft erwarb und 2001 bei Robert Althann mit der Arbeit The missionary function of Israel in Psalms 67, 96, and 117 („Die missionarische Funktion Israels in den Psalmen 67, 96 und 117“) zum Doktor der Theologie promoviert wurde. Daneben koordinierte er von 1998 bis 2004 die caritativen Werke der Missionare Unserer Lieben Frau auf dem Pfeiler in Rom und fungierte als Postulator des Seligsprechungsprozesses für Agnelo de Souza SFX. Ab 2006 war Mascarenhas am Päpstlichen Rat für die Kultur tätig. Zudem wirkte er bereits ab 2005 als Delegat der Missionare Unserer Lieben Frau auf dem Pfeiler für Europa und ab 2010 auch als deren Generalprokurator. Ferner gehörte er dem Päpstlichen Komitee für die Eucharistischen Weltkongresse an. Darüber hinaus lehrte Mascarenhas Bibelwissenschaft an der Päpstlichen Universität Gregoriana und an der Päpstlichen Universität Heiliger Thomas von Aquin.
Am 9. Juli 2014 ernannte ihn Papst Franziskus zum Titularbischof von Lysinia und bestellte ihn zum Weihbischof in Ranchi. Der Erzbischof von Ranchi, Telesphore Placidus Kardinal Toppo, spendete ihm und auch Telesphore Bilung SVD am 30. August desselben Jahres auf dem Gelände der Loyola Convent School in Ranchi die Bischofsweihe; Mitkonsekratoren waren der Erzbischof von Bombay, Oswald Kardinal Gracias, und der Apostolische Nuntius in Indien, Erzbischof Salvatore Pennacchio. Sein Wahlspruch Lucerna pedibus meis verbum tuum („Dein Wort ist meinem Fuß eine Leuchte“) stammt aus Ps 119,105 . Von März 2016 bis zum 18. Februar 2020 fungierte Mascarenhas zudem als Generalsekretär der Katholische Bischofskonferenz von Indien (CBCI).
Ab dem 8. Dezember 2021 war Theodore Mascarenhas zudem Apostolischer Administrator des bereits seit 2016 vakanten Bistums Daltonganj. Am 30. November 2023 bestellte ihn Papst Franziskus zum Bischof von Daltonganj. Die Amtseinführung fand am 11. Januar des folgenden Jahres statt.
In der Konferenz katholischer Bischöfe von Indien (CCBI) fungiert Mascarenhas zudem als Vorsitzender der Kommission für die Ökologie.